# Золота жила
«Золота жила» — фільм 1982 року.

## Зміст
У цьому житті занадто багато хороших речей, щоб не хотіти стати багатим. Пілот-авантюрист Жан Дюпре і його чарівна подруга Андреа вирушають у глухі нетрі Британської Колумбії на пошуки покинутої шахти, де, за їхньою інформацією, може перебувати неопрацьована золотоносна жила. Однак політ на невеликому біплані не виявився легкою і швидкою прогулянкою за багатством – літак втратив управління і впав у лісове озеро, а золотошукачі залишаються один на один із дикою природою.

## Ролі
- Чарлтон Хестон
- Кім Бейсінгер
- Нік Манкузо
- Джон Марлі

## Знімальна група
- Режисери: Чарлтон Хестон, Фрейзер Кларк Хестон
- Продюсери: Фрейзер Кларк Хестон, Ліс Кімбер, Мартін Шефер
- Сценаристи: Фрейзер Кларк Хестон, Ендрю Шайнмен, Мартін Шефер
- Композитор: Кеннет Уоннберг
- Оператор: Річард Лайтермен